# Kazimierz Boening
Kazimierz Boening (ur. 17 stycznia 1882 we Wrześni, zm. 20 października 1939 w Środzie Wielkopolskiej) – polski ziemianin, przedsiębiorca, adwokat, polityk i ofiara terroru hitlerowskiego.

## Życiorys
Był synem Wacława i Zofii z domu Kiefler. W 1903 ukończył Gimnazjum Marii Magdaleny w Poznaniu. Studiował potem prawo na uniwersytetach w: Lozannie, Wrocławiu, Berlinie i Getyndze. W 1906 rozpoczął aplikację sądową we Frankfurcie nad Menem. W 1911 zdał państwowy egzamin sądowy i zaczął pracować jako adwokat we Wrocławiu. Podczas I wojny światowej wcielony do armii pruskiej. 
Od 1919 wicewojewoda poznański, a potem dyrektor departamentu spraw wewnętrznych Ministerstwa byłej Dzielnicy Pruskiej. Od 1922, po likwidacji ministerstwa, przeniósł się do własnego majątku w Połażejewie, gdzie oddał się zarządzaniu kluczem dóbr. Wspomógł m.in. remont szkoły w Tadeuszewie. Okresowo był prezesem Wydziału Powiatowego w Środzie Wielkopolskiej. Do 1939 był prezesem Rady Nadzorczej średzkiej cukrowni, a także członkiem rady nadzorczej Towarzystwa Ubezpieczeń "Vesta".
18 października 1939 został aresztowany przez Niemców i wraz z grupą 45 zakładników był przetrzymywany w średzkim więzieniu. Oferowano mu niemieckie obywatelstwo z uwagi na brzmienie nazwiska (w rzeczywistości nazwisko ma prawdopodobnie szwedzki rodowód). Odmówił odpowiadając: "Byłem Polakiem i Polakiem zginę", a także: "Jestem dumny, że jestem Polakiem". 20 października rozstrzelano go na średzkim rynku wraz z grupą 29 innych osób. Zwłoki zakopano przy stawach koło cukrowni. Ciała ekshumowano w 1945 (Boeninga rozpoznano po złotych binoklach) i pochowano w mogile zbiorowej na cmentarzu powstańców wielkopolskich w Środzie. 

## Upamiętnienie
Upamiętniony na tablicy umieszczonej na gmachu sądu w Środzie, a także na pomniku polskiego państwa podziemnego w Poznaniu.